# Dmitri Prigov

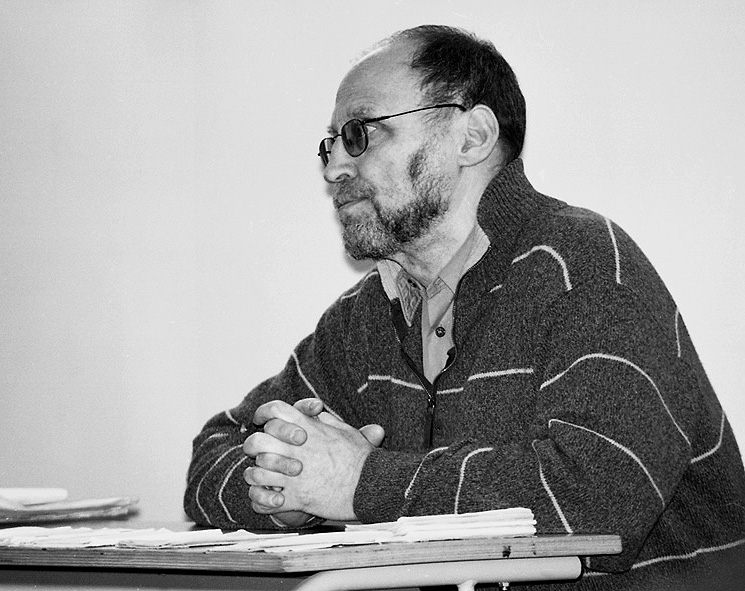
Dmitri Prigov

Dmitri Aleksandrovitsj Prigov (Russisch: Дмитрий Александрович Пригов) (Moskou, 5 november 1940 – Moskou, 16 juli 2007) was een Russisch dichter en beeldend kunstenaar. Hij was een van de pioniers van het Moskouse conceptualisme en is het meest bekend om zijn poëzie.

## Leven
Prigov werd geboren in Moskou als zoon van een ingenieur en een pianiste. Zijn tienerjaren beleefde hij tijdens de periode van de Dooi onder Nikita Chroesjtsjov. Na het afmaken van de middelbare school werkte hij enige tijd als slotenmaker in een fabriek. In 1957 begon Prigov met het schrijven van poëzie, die later niet alleen in Rusland, maar ook in het Westen als samizdat circuleerde. In 1959 begon hij met een opleiding in de beeldhouwkunst aan de Stroganov staatsuniversiteit voor commerciële kunst van Moskou, waar hij van af werd gestuurd ten tijde van Chroesjtsjovs aanval op formalistische en abstracte kunst. Een jaar nadat hij van het instituut verwijderd was, mocht hij weer terugkomen en in 1966 studeerde hij alsnog af.
Van 1966 tot 1974 werkte hij als stadsarchitect van Moskou. Tegelijkertijd hield hij zich ook met multi-media installaties, beeldhouwkunst, toneel, het schrijven van essays, schilderkunst, design, illustratie, muziek en grafische kunst bezig. Prigovs literaire werk werd voor het eerst gepubliceerd in de tweede helft van de jaren 70 in Slavische tijdschriften die in het Westen gepubliceerd werden - pas na 1986 werd zijn werk ook in de Sovjet-Unie uitgegeven. Vanaf het einde van de jaren 60 tot in de jaren 70 maakte Prigov deel uit van de underground beweging in Moskou. Hierin ontwikkelde hij zich tot een leidende figuur in de Moskouse beweging van het conceptualisme. In 1975 werd hij lid van de Kunstenaarsbond van de Sovjet-Unie, hoewel het nooit tot een tentoonstelling van zijn werk in de Sovjet-Unie kwam.
In 1986 werd Prigov door de KGB gearresteerd tijdens een straatperformance en naar een psychiatrisch ziekenhuis gestuurd, maar na felle protesten, onder andere van dichteres en essayiste Bella Achmadoelina, werd hij snel weer vrijgelaten. Na het inzetten van de glasnost in 1987 werden vele exposities van zijn werk georganiseerd, zoals op de Documenta te Kassel en in 1989 in de “Struve Gallery” in Chicago, waarmee hij internationale bekendheid verwierf. Ook in de Sovjet-Unie werden nu exposities van Prigovs werk georganiseerd, zoals in het Russisch Museum in Sint-Petersburg en in de Guelman Galerie in Moskou. In 1989 werd Prigov lid van de Moskouse Club der Avantgardisten (KLAVA) en in 1993 ontving hij de Poesjkin-prijs.
Als freelance schrijver bevond hij zich afwisselend in Rusland, de Verenigde Staten en Duitsland.
Het Russische persbureau RIA Novosti berichtte in juli 2007 dat Prigov een hartaanval had gehad in de Moskouse metro. Op 16 juli 2007 overleed hij aan de gevolgen hiervan.

## Prigov en het Moskouse conceptualisme
In de jaren 60 werd Prigov samen met de Russische dichter Lev Rubinstein de voorganger van de beweging van het conceptualisme in Moskou, een vorm van totaalkunst waarbij het concept achter het kunstwerk belangrijker is dan de manier waarop het tot uitvoer komt. In het conceptualisme functioneert de kunst slechts als betekenisdrager.
Het conceptualistische idee vond bij Prigov uitdrukking in zijn bijna primitieve poëzie. Hij maakte veelvoudig gebruik van tautologie en herhalend rijm en veronachtzaamde de regels van de interpunctie. Hierdoor komt de nadruk te liggen op de compositie van het gedicht.
Prigov organiseerde zijn gedichten vaak in cycli, die uit tien tot twintig gedichten bestaan. Een van de genres dat hij veel gebruikte voor zijn gedichten, was dat van het alfabet (Azbuka), dat gebaseerd is op Kerk-Slavische gebeden. Ook zijn alfabetten waren dankbaar materiaal voor zijn voordrachten, waarvoor zijn typische manier van voordragen kenmerkend was.
Opvallend is Prigovs enorme productiviteit: hij zag het als een project om in een tijdsbestek van dertig jaar 25.000 gedichten te maken, die hij overal opschreef: op vazen, decors, kladjes, veelal in een bijzondere grafische vormgeving (concrete poëzie). In 2005 had hij bijna 36.000 gedichten geschreven in verschillende genres, zoals epiek en lyriek.
Als vertegenwoordiger van het Moskouse conceptualisme droeg Prigov ook bij aan de postmodernistische stroming Sots Art, die in de jaren 70 als tegenbeweging van het door de staatsideologie geïnspireerde socialistisch realisme opkwam. Prigov was gefascineerd door het taalgebruik van de Sovjet-ideologie en die fascinatie was dan ook kenmerkend voor de gedichten die hij in de jaren 70 schreef. Een voorbeeld van een Sots Art-werk is de verhalencyclus Twintig verhalen over Stalin. Daarin wordt in twintig zeer korte verhalen, die qua opzet aan moppen doen denken, een beeld geschetst van Stalin, op een wijze die in eerste instantie doet denken aan een socialistisch realistisch werk. Bij nadere beschouwing blijkt echter dat dit werk door kleine afwijkingen of onregelmatigheden geen product van het socialistisch realisme kan zijn. Zo wordt in een van de verhaaltjes beschreven hoe Stalin zijn zoon doodschiet nadat blijkt dat deze de portemonnee van een arme vrouw heeft gestolen, iets wat in een socialistisch realistisch werk niet snel voor zal komen. Daarnaast doet de periode waarin de verhalencyclus geschreven is (1975 tot 1989, een aantal decennia nadat de Sovjet-Unie het Stalinisme van de hand had gedaan), vermoeden dat het hier om iets anders gaat dan een socialistisch realistisch werk. Door zich de kenmerken van de socialistisch realistische stroming eigen te maken, verschaft Prigov zich een bepaalde vrijheid, die een resultaat is van de mogelijkheid om de stroming naar zijn eigen hand te zetten.
De veelzijdigheid van Prigov en het feit dat zijn artistieke producten niet beperkt blijven tot een enkel genre of discipline, is tekenend voor zijn werk. "Hij ziet zijn gevarieerde artistieke activiteiten als verwant. Commentaar gevend op de overeenkomst tussen beeldende en verbale kunst, merkt Prigov met zijn karakteristieke directe manier van praten op dat het allemaal dezelfde rommel is.
Voor Prigov bleef het niet bij het publiceren van gedichten en verhalen in bundels: hij maakte ook werk van de voordracht van literaire werken, van hemzelf en van anderen. Dit deed hij op zeer eigenzinnige manier: hij zette bijvoorbeeld de roman in verzen Jevgeni Onegin van de Russische dichter Aleksandr Poesjkin om in een boeddhistische mantra. Het teruggrijpen op dit werk is een voorbeeld van de inspiratie die Prigov vond in de Russische canon van de literatuur.

## Gedicht
Een adelaar vliegt boven de aarde
Draagt hij niet de naam Stalin?
Welnee hij heet adelaar
En Stalin vliegt daar niet
Daar vliegt een zwaan boven de aarde
Draagt hij niet de naam Prigov?
Helaas, hij heet niet Prigov
En Prigov vliegt daar niet
Prigov? Die zit op de aarde
En kijkt in het geheim naar de hemel
Daar ziet hij een zwaan en een adelaar
En Stalin? Die ligt in de aarde.
(vertaling W. Weststeijn)